# Clonaria beybienkoi
Clonaria beybienkoi är en insektsart som först beskrevs av Bekuzin 1960.  Clonaria beybienkoi ingår i släktet Clonaria och familjen Diapheromeridae. Inga underarter finns listade i Catalogue of Life.